# Ružić (Chorwacja)
Ružić – wieś w Chorwacji, w żupanii szybenicko-knińskiej, siedziba gminy Ružić. W 2011 roku liczyła 266 mieszkańców.